# Seat Córdoba
Seat Córdoba är en större småbilsmodell, tillverkad 1993-2009, som bygger på Seat Ibiza. Den första generationen introducerades 1993 och ersatte då delvis Málagamodellen, även om denna var större. Från början fanns modellen endast som sedan med fyra dörrar och som coupé med två dörrar, men mellan 1996 och 2002 tillverkades den även som kombi, kallad Vario. Córdoba genomgick en ansiktslyftning 1999 inför årsmodell 2000 och ersattes år 2002 av en modell som byggde på tredje generationens Ibiza.
Släktskapet med VW Polo av motsvarande årsmodeller framgår av att den första generationen av Cordoba på vissa marknader, t ex Danmark men inta Sverige, såldes som "Polo Classic", med strålkastare och grill hämtade från Polo, men samma 4-dörrars sedankaross som Cordoba. Även kombimodellen Vario såldes, även i Sverige, som VW Polo Variant, eftersom VW inte hade någon egen kombimodell i den klassen.
När Ibiza kom i sin fjärde generation 2009 fanns det inte längre någon Cordoba med i programmet. Kombimodellen fick i stället heta Ibiza, medan sedanmodellen togs bort.

## Motoralternativ

### Generation I
| Bensin: - 1,4 liter (60 hk / 107–116 Nm) - 1,4 liter 16V (75 hk / 126 Nm) - 1,6 liter (75 hk / 125–135 Nm) - 1,6 liter (100 hk / 140–145 Nm) - 1,8 liter (90 hk / 145 Nm) - 1,8 liter 16V (129 hk / 165 Nm) - 1,8 liter Turbo (156 hk / 210 Nm) - 2,0 liter (115 hk / 166 Nm) - 2,0 liter 16V (150 hk / 180 Nm) | Diesel: - 1,9 liter (64 hk / 124 Nm) - 1,9 liter Turbo (75 hk / 150 Nm) - 1,9 liter SDI (64 hk / 125 Nm) - 1,9 liter SDI (68 hk / 133 Nm) - 1,9 liter TDI (90 hk / 202–210 Nm) - 1,9 liter TDI (110 hk / 235 Nm) |

### Generation II
| Bensin: - 1,2 liter 12V (64 hk / 112 Nm) - 1,2 liter 12V (69 hk / 112 Nm) - 1,4 liter 16V (75 hk / 126 Nm) - 1,4 liter 16V (85 hk / 130 Nm) - 1,4 liter 16V (100 hk / 126 Nm) - 1,6 liter 16V (105 hk / 153 Nm) - 2,0 liter (115 hk / 170 Nm) | Diesel: - 1,4 liter TDI (70 hk / 155 Nm) - 1,4 liter TDI (75 hk / 195 Nm) - 1,4 liter TDI (80 hk / 195 Nm) - 1,9 liter SDI (64 hk / 125 Nm) - 1,9 liter TDI (100 hk / 240 Nm) - 1,9 liter TDI (130 hk / 310 Nm) |